# Мушро, Морис
Морис Поль Мушро, или Мушеро (фр. Maurice Paul Moucheraud; 28 июля 1933, Потанжи — 13 января 2020[…], Экс-ле-Бен) — французский шоссейный велогонщик, выступавший за сборную Франции по велоспорту в середине 1950-х годов. Чемпион летних Олимпийских игр в Мельбурне в групповой командной гонке, победитель и призёр первенств национального значения. В период 1957—1961 годов также выступал на профессиональном уровне, участвовал в супервеломногодневке «Тур де Франс».

## Биография
Морис Мушро родился 28 июля 1933 года в коммуне Потанжи департамента Марна, Франция.
Первого серьёзного успеха в велоспорте добился в сезоне 1955 года, когда стал чемпионом Франции среди военнослужащих, выиграл серебряную медаль на шоссе в зачёте любительского национального первенства, стал вторым на одиннадцатом этапе молодёжной многодневной гонки Route de France.
Наибольшего успеха в своей спортивной карьере добился в сезоне 1956 года, когда вошёл в основной состав французской национальной сборной и благодаря череде удачных выступлений удостоился права защищать честь страны на летних Олимпийских играх в Мельбурне. В программе индивидуальной гонки с раздельным стартом занял восьмое место, тогда как в групповой командной гонке совместно с партнёрами Арно Жером и Мишелем Вермёленом показал лучший общий результат, завоевав тем самым золотую олимпийскую медаль. Помимо этого, победил в гонке «Париж — Вьерзон», был вторым на «Париж — Аррас» и третьим на «Париж — Эврё».
После мельбурнской Олимпиады Мушро перешёл в профессионалы и в 1957 году присоединился к команде Royal-Fabric-Enform. В её составе принимал участие в «Тур де л’Уаза», где одержал победу на первом этапе и занял третье место в генеральной классификации. Также проехал «Тур де Шампань», где на одном из этапов финишировал вторым.
В 1958 году представлял команду Saint-Raphael-R. Geminiani, с которой в первый и единственный раз в своей карьере участвовал в супервеломногодневке «Тур де Франс»: наилучший результат показал на седьмом этапе, закрыв десятку сильнейших, однако во время 19-го этапа сошёл с дистанции.
Оставался действующим профессионалом вплоть до 1961 года, представляя такие команды, как UCPF, Rochet-Margnat и Alcyon-Leroux. Тем не менее в это время уже не показывал сколько-нибудь значимых результатов на международной арене.